# NGC 3835
NGC 3835 ist eine Spiralgalaxie mit aktivem Galaxienkern vom Hubble-Typ Sab im Sternbild Großer Bär am Nordsternhimmel. Sie ist schätzungsweise 114 Mio. Lichtjahre von der Milchstraße entfernt und hat einen Durchmesser von etwa 60.000 Lichtjahren.
Im selben Himmelsareal befinden sich u. a. die Galaxien NGC 3796 und NGC 3809.
Das Objekt wurde am 14. April 1831 von Wilhelm Herschel entdeckt.